# Agnostrup striganovae
Agnostrup striganovae är en mångfotingart som först beskrevs av Titova 1975.  Agnostrup striganovae ingår i släktet Agnostrup och familjen storhuvudjordkrypare. Inga underarter finns listade i Catalogue of Life.